# Dictionary of Scientific Biography
El Dictionary of Scientific Biography es una Obra de referencia compuesta por Biografías de científicos. Publicado entre 1970 y 1980, fue completado con el New Dictionary of Scientific Biography.
El DSB ha sido ampliamente elogiado como una tarea monumental. Un crítico escribió: El  "Dictionary of Scientific Biography" (DSB) se ha convertido en el estándar contra el que se pueden comparar todos los trabajos biográficos multi-volumen de la historia de la ciencia."

## Versión electrónica
Las dos publicaciones, antes mencionadas, se han reunido en una versión electrónica : Completo Dictionary of Scientific Biography. Muchos de los artículos están disponibles en línea a través del portal de la enciclopedia HighBeam Research's (a través de una serie de adquisiciones ambos Charles Scribner's Sons y HighBeam Research que ahora son propiedad de Cengage Learning).

## Ediciones
- Gillispie, Charles C., editor in chief. Dictionary of Scientific Biography. New York: Charles Scribner's Sueños, 1970–1980. 16 vuelos. ISBN 0-684-10114-9. Supplement II, edited by Frederic Lawrence Holmes, 2 vuelos., 1990. ISBN 0-684-16962-2 (siete).
- Concise Dictionary of Scientific Biography. American Council of Learned Societies. New York  Scribner, 1981. ISBN 0-684-16650-X.
- Koertge, Noretta, editor in chief. New Dictionary of Scientific Biography. New York: Charles Scribner's Sueños, 2007. 8 vuelos. ISBN 0-684-31320-0.
- Complete Dictionary of Scientific Biography. New York: Charles Scribner's Sueños, 2007 [@e-book]. ISBN 0-684-31559-9.